# سمحاق الغضروف
سِمْحاقُ الغُضْروف (بالإنجليزية: Perichondrium)، هوَ غِشاء ليفي خَلوي يُحيط عادةً بالغُضروف. يَتكون سِمحاقُ الغُضروف من طَبقتين، هما:
1. طَبقة خارجية: وهيَ طَبقة ليفية تَكون غَنية بالكولاجين.
2. طَبقة داخلية: وهيَ طبقة خلوية تحتوي على الأوعية الدموية وعلى الأرومة الليفية [3] "Chondroblast"، ويطلق على هذه الطبقة تسمية أخرى وهيَ «الطبقة المكونة للغضروف» "Chondrogenic layer".

## أهميتها
يَلعب السِمحاق الغضروفي دَور مهماً في:
1. النُمو المُصاقب [4] ".Appositional growth"، وهوَ نُمو الغضروف عن طريق إضافة طبقات جديدة على مُحيطهـ من الخارج.
2. تَغذية الغضروف، حيث تحتوي الطبقة الداخلية للسِمحاق الغضروفي على الأوعية الدموية.

## المَصادر
Human Histology Part II , Alexandria University Faculty of Medicine , Cartilage , Page.3